# Джавад Некунам
Джавад Некунам (перс. جواد نکونام, нар. 7 вересня 1980) — іранський футболіст, півзахисник клубу «Осасуна» та національної збірної Ірану.

## Клубна кар'єра
У дорослому футболі дебютував 1998 року виступами за команду клубу «ПАС Тегеран», в якій провів сім сезонів, взявши участь у 179 матчах чемпіонату. Більшість часу, проведеного у складі ПАСа, був основним гравцем команди.
Згодом з 2005 по 2006 рік грав в ОАЕ у складі команд клубів «Аль-Вахда» (Абу-Дабі) та «Шарджа».
Своєю грою за останню команду привернув увагу представників тренерського штабу іспанського клубу «Осасуна», до складу якого приєднався 2006 року. Відіграв за клуб з Памплони наступні шість сезонів своєї ігрової кар'єри. Граючи у складі «Осасуни» також здебільшого виходив на поле в основному складі команди.
Протягом 2012—2014 років грав на батьківщині, де захищав кольори команди клубу «Естеглал».
До складу клубу «Аль-Кувейт» приєднався на початку 2014 року, але вже влітку повернувся до «Осасуни», підписавши контракт на два роки.

## Виступи за збірні
Протягом 1998–2002 років залучався до складу молодіжної збірної Ірану.
2000 року дебютував в офіційних матчах у складі національної збірної Ірану. Наразі провів у формі головної команди країни 137 матчів, забивши 37 голів.
У складі збірної був учасником чемпіонату світу 2006 року у Німеччині. Брав участь у трьох розіграшах кубка Азії з футболу: 2004 року в Китаї, 2007 року та 2011 року у Катарі.

## Титули і досягнення

### Гравець
- Чемпіон Ірану: 2003-04, 2012-13
- Володар Кубка Еміра Кувейту: 2013-14

Збірні
- Переможець Азійських ігор: 2002
- Бронзовий призер Кубка Азії: 2004
- Переможець Чемпіонату Західної Азії: 2004

### Тренер
- Володар Кубка Ірану: 2020-21
- Володар Суперкубка Ірану: 2021